# (39792) 1997 RJ4
1997 أر جاي 4 (ويعرف أيضًا باسم (39792) 1997 أر جاي 4 وفق تسمية الكوكب الصغير) (بالإنجليزية: 1997 RJ4)‏ هو كويكب ضمن حزام الكويكبات؛ وترتيبه 39792 من حيث الاكتشاف.
اكتُشف هذا الجُرم الفلكي بواسطة OCA–DLR Asteroid Survey ‏ في 5 سبتمبر 1997.

## وصلات خارجية
- (39792) 1997 RJ4 في قاعدة بيانات مختبر الدفع النفاث لأجرام النظام الشمسي الصغيرة

- الاكتشاف · مخطط المدار ·  العناصر المدارية · المعلمات المادية

- (39792) 1997 RJ4 على موقع ويكي سكاي: DSS2, SDSS, GALEX, IRAS, Hydrogen α, X-Ray, Astrophoto, Sky Map, Articles and images